# コリネクソカス目
コリネクソカス目（学名 Corynexochida）は、カンブリア紀後期からデボン紀後期にかけて生息していた三葉虫の目の一つある。他の多くの三葉虫の目と同様に、コリネクソカス目には広範な特徴を持つ多くの種が含まれている。
セファロンの中央領域（眉間）は通常細長く、側面はしばしば前方に広がっている（乳棒の形をしている）。いくつかの種は眉間が剥がれているため、滑らかで細部がほとんど見えまない。眉間の畝間（消されていない場合）は、通常、広がった配置になっている。ほとんどの種では、頭側の後部のペアは鋭く後方を向く棘になり、胸部の前部のペアの棘状突起の先端はますます前方にピジジウムに向けられる傾向にある。目は通常大きい。ピギディアは通常大きく、一部の種ではセファロンとサイズが競合する。
多くのコリネクソカス目の種の胸部の先端は背骨のようなもの（ただし、一部の種では、側面と同じ高さで滑らか）。胸部には2〜12個のセグメント（まれにそれ以上）があるが、通常は7〜8個。